# Marguerite-Louise Couperin
Pour les articles homonymes, voir Couperin.
Marguerite-Louise Couperin (née à Paris en 1675/1676 ou en 1678/1679 - morte à Versailles le 30 mai 1728) est une soprano française cantatrice et claveciniste. 

## Biographie
Marguerite-Louise Couperin est une descendante de la famille Couperin, célèbre dynastie musicale des XVIIe et XVIIIe siècles. Son père, François Couperin (1631-1701) avait été remarqué vers 1650 avec ses frères Louis et Charles, par le célèbre claveciniste du roi, Chambonnières, qui les avait emmenés à Paris.
Dans son livre de 1732 Le Parnasse françois, Évrard Titon du Tillet parle d'elle comme d'« une des musiciennes les plus célèbres de notre temps, qui chantait avec un goût admirable et jouait du clavecin à la perfection ».
Son professeur de musique est Jean-Baptiste Moreau (1656-1733).
Elle est la cousine germaine de François Couperin (dit « le Grand ») avec lequel elle  collabore en chantant les parties de soprano dans ses compositions de musique religieuse. Les parties de soprano écrites pour elles sont exceptionnellement hautes et réclament une grande pureté de ton.
D'ordinaire la Chapelle Royale n'autorisait pas les femmes à participer à des représentations et faisait appel à leur place à des voix de fausset ou à des castrats. Son talent cependant est tel qu'on fait pour elle une exception, ainsi que pour les deux filles de Michel-Richard Delalande, Marie-Anne et Jeanne.
Marguerite Louise a donné son nom à l’Ensemble de musique baroque fondé par l’organiste Gaétan Jarry en 2011, Marguerite Louise. L’Ensemble est constitué d’un orchestre et d’un chœur réunissant des musiciens et des chanteurs spécialisés dans le répertoire de la musique baroque française. Il met à l’honneur la musique vocale française en s’intéressant aux répertoire sacrés (Grands motets de Jean-Philippe Rameau et Jean-Joseph Cassanéa de Mondonville, Sébastien de Brossard, François Couperin) mais aussi à la musique profane, à l’opéra (Marc-Antoine Charpentier) et au théâtre musical (George Dandin de Jean-Baptiste Lully et Molière). Il s’ouvre au répertoire germanique (Cantates de Jean-Sébastien Bach, Motets et Concertos pour orgue de Georg Friedrich Haendel) et se produit en France et à l’étranger[réf. nécessaire].
Leur discographie comporte quatre disques : Motets pour une Princesse (L’Encelade, 2015); Les Arts Florissansde M-A. Charpentier (label Château de Versailles Spectacles, 2018) ; La Messe du Roi Soleil, dédié à Lully et Delalande (label CVS, 2019) ; Noëls Baroques à Versailles (label CVS, 2019). L’Ensemble Marguerite Louise est membre de la Fédération des Ensembles Vocaux et Instrumentaux Spécialisés. Il est soutenu par la Fondation Orange et la Caisse des Dépôts, mécènes principaux, et la Ville de Versailles[réf. nécessaire].

## Sources
- (en) « Marguerite-Louise Couperin », Dinnerparty database of notable women, Brooklyn Museum, 10 mars 2007 (consulté le 25 novembre 2009)
- (en) Don Michael (ed) Randel, The Harvard biographical dictionary of music, Cambridge (Mass.)/London, Harvard University Press, coll. « Harvard University Press reference library », 1996, 181 p. (ISBN 0-674-37299-9, lire en ligne)
- Dictionnaire de la musique en France aux XVIIe et XVIIIe siècles, dir Marcelle Benoit, Fayard, 1992,  (ISBN 2-213-02824-9)